# Вербилівці
Верби́лівці — село в Україні, у Рогатинській міській громаді Івано-Франківського району Івано-Франківської області

## Населення

### Мова
Розподіл населення за рідною мовою за даними перепису 2001 року:
| Мова            | Кількість | Відсоток |
| --------------- | --------- | -------- |
| українська      | 775       | 99.74%   |
| російська       | 1         | 0.13%    |
| інші/не вказали | 1         | 0.13%    |
| Усього          | 777       | 100%     |

## Географія
Мальовниче опільське село Вербилівці розкинулося на правому березі річки Гнила Липа, на перехресті шляхів, що сполучали важливі торговельні центри Галицько-Волинської держави. Дослідник Петро Сіреджук вважає, що рогатинські села виникали удвох напрямках: одні з'являлись за системою рік, а другі з'являлись на землях давніших поселень висілками. На його думку, населений пункт Вербилівці утворився першим шляхом. Таким же способом утворились села Верхня Липиця, Конюшки, Лучинці, Підгороддя та Ферліїв. Перші поселення у Вербилівцях розмістились на березі річки Липа на відстані двох кілометрів у південному напрямку від міста Рогатина. Таке географічно-природниче розташування населеного пункту зумовлене двома факторами. По-перше, безпосередня близькість до Рогатина як важливого осередку торгівлі давала можливість поселенцям отримати найнеобхідніші для існування речі та знайти захист за мурами міста у випадку небезпеки. По-друге, річка Гнила Липа як важлива водна артерія забезпечувала населення життєво необхідними продуктами харчування. 

## Назва
Окрему сторінку в дослідженні історії села відіграє його назва, яка свідчить про досить давнє походження населеного пункту. Протягом своєї багатовікової історії село Вербилівці не змінювало назви. Більшість науковців поділяє думку про те, що назва села пов'язана із народно-етимологічним перетворенням від власного імені Вербило або Вербослав. Дослідник Михайло Худаш походження назви села ви водить двояко. У першому випадку він стверджує, що назва «Вербилівці» походить від власного імені «Вербило» і зазначає, що «вербиловци» — це «рід, під дані Вербила». Такої ж думки дотримуються дослід ники Мирослав Габорак та Олег Купчинський. Водночас М. Худаш не відкидає іншого варіанту походження назви села. Він припускає, що це може бути катойконім із закінченням -ци (>-ці) від назви населеного пункту Вербилів. Відповідно вербиловци — вихідці, переселенці з Вербилова. Разом з тим, походження назви села Вербилівці знайшло своє відображення і в усних переказах, які з покоління в покоління передавались його жителями. Місцевий старожил Степан Іваськевич у своєму дослідженні історії села зазначив: «Населений пункт отримав свою назву від тих часів, коли на території села, розташованій в низинній місцевості лісової смуги, росли верби, а мешканці села займалися полюванням, тобто були ловцями на дичину, яка розводилася в басейні річки Гнила Липа, що і дало назву першим поселенцям села Вербилівці». Втім, вищезгаданий дослідник М. Худаш вважає, що основа назви села якщо і походила від назви дерева верба, то лише в окремих випадках, які можна вважати винятками. Більшість же назв населених пунктів з основою «Верб-», на його думку, — це утворення, що «виник ли шляхом усічення особового власного імені Вербославъ». Певна річ, він не відкидає гіпотези про те, що основою назви села могло послужити етимологічне перетворення від слова «верба».

## Археологічні дослідження на території села
Сліди появи людини на території сучасних Вербилівців виявлені ще задовго до виникнення тут населеного пункту. Наукові дослідження дають підстави стверджувати, що Рогатинщина почала освоюватись людиною ще у пізньому палео літі. Це приблизно 25 тисяч років тому.
У першій половині ХХ століття на території села двічі проводились археологічні дослідження, які дали змогу точніше описати давні поселення. В 20-х роках ХХ століття українським археологом Юрієм Полянським у східній окраїні села було знайдено стоянки первісних людей та кам'яні знаряддя праці пізньопалеолітичного періоду. А в 1937 році на багатошаровому поселенні Вербилівці ІІ (урочище Коноплище) виявлено сліди бронзового (2000—800 рр. до н. е.) та давньоруського періоду (ІХ — ХІІІ століття)11. Ці знахідки пізніше описав у своїй книзі дослідник Олег Ратич. Серед знайдених залишків матеріальної культури був фрагмент крем'яної серпоподібної пилки та керамічний матеріал. Відомий археолог Ярослав Пастернак вище згадані крем'яні знаряддя відносив до періоду неоліту (VI—IV тисячоліття до н. е.). Хоча детальний аналіз розкопного матеріалу свідчить про дещо пізніше за хронологією його походження. Окрім того, Я.Пастернак стверджував, що знаряддя, виявлені на території села, є залишками слідів кочівних племен, які, просуваючись вверх по Дністру з околиць Кам'янця-Подільського, добрались до сучасної території північної Тлумаччини. Пізніше вони розділились на дві частини. Одна з них подалася далі вверх Дністром і, дійшовши до устя Гнилої Липи, повер нула на північ. Тим самим ця група і залишила свої сліди перебування, окрім Вербилівець, у селах Дем'янів, Конюшки та Потік.
З 10 вересня по 10 жовтня 1980 року у Вербилівцях була проведена Рогатинська рятівна археологічна експедиція Інституту суспільних наук АН УРСР під керівництвом В. С. Шолом'янцева-Терського.

## Історія
У 1939 році в селі проживало 810 мешканців (усі — українці).
12 червня 2020 року, відповідно до Розпорядження Кабінету Міністрів України  № 714-р «Про визначення адміністративних центрів та затвердження територій територіальних громад Івано-Франківської області», увійшло до складу Рогатинської міської громади.
19 липня 2020 року, в результаті адміністративно-територіальної реформи та ліквідації Рогатинського району, село увійшло до складу новоутвореного Івано-Франківського району.